# 布雷勒 (索姆省)
布雷勒（法語：Bresle，法語發音：[bʁɛl]）是法国上法蘭西大區索姆省的一个市镇，属于亚眠区。

## 地理
布雷勒（49°59'2"N, 2°33'26"E）面积3.54 平方千米，位于法国上法蘭西大區索姆省，该省份为法国北部沿海省份，北起加来海峡省和北部省，西接滨海塞纳省和大西洋英吉利海峡，南至瓦兹省，东临埃纳省。
与布雷勒接壤的市镇（或旧市镇、城区）包括：拜济约、埃南库尔、拉维耶维尔、昂克尔河畔里布蒙、瓦卢瓦巴永。
布雷勒的时区为UTC+01:00、UTC+02:00（夏令时）。

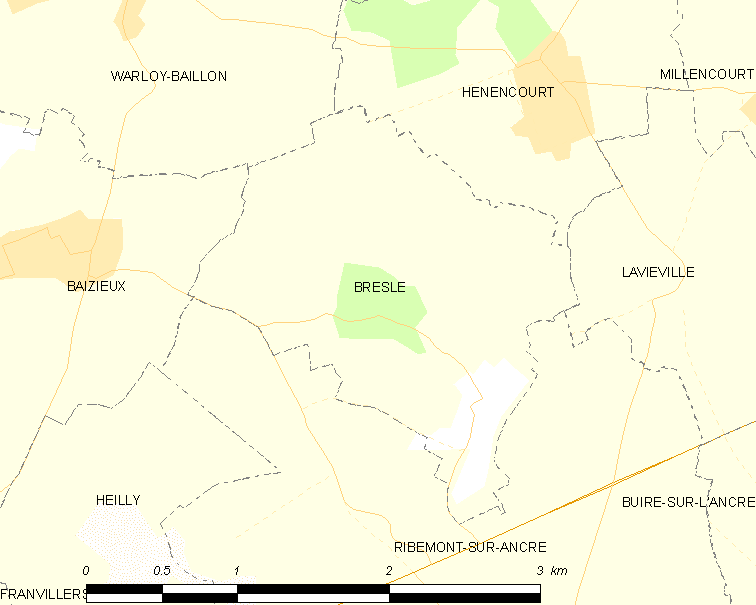
布雷勒的OSM定位图

## 行政
布雷勒的邮政编码为80300，INSEE市镇编码为80138。

## 政治
布雷勒所属的省级选区为科尔比县。

## 人口

1962-2008年间布雷勒人口变化图示

布雷勒于2022年1月1日时的人口数量为118人。